# Flat Holm
Flat Holm (Walesiska: Ynys Echni) är en ö i Storbritannien.   Den ligger i riksdelen Wales och tillhör kommunen Cardiff (Walesiska: Caerdydd). Arean är 0,35 kvadratkilometer.
Terrängen på Flat Holm är mycket platt. Öns högsta punkt är 27 meter över havet. Den sträcker sig 0,6 kilometer i nord-sydlig riktning, och 0,6 kilometer i öst-västlig riktning.